# Markoosie Patsauq
Markoosie Patsauq (prononcé : /maʁ.ku.si pa.tsa.uq/ ; en syllabaire inuktitut : ᒫᑯᓯ ᐸᑦᓴᐅᖅ) est un écrivain inuk né à Inukjuak le 24 mai 1941 et mort le 8 mars 2020 dans la même ville.

## Biographie
Markoosie Patsauq naît en 1941 et meurt en 2020 à Inukjuak. En 1953, la Gendarmerie royale du Canada, au nom du gouvernement fédéral, déplace sa famille, ainsi que six autres familles d'Inukjuak, à Resolute Bay où il vit pendant trente ans,. En 1962, des maisons sont construites et les enfants commencent l'école. Il est le deuxième de cinq enfants, dont le politicien John Amagoalik (en) et le poète Jimmy Patsauq. Atteint de tuberculose, il passe trois ans (1953-1956) au Manitoba, sans sa famille, et y apprend l'anglais. En 1960, il se marie avec Zipporah avec qui il a un enfant. 

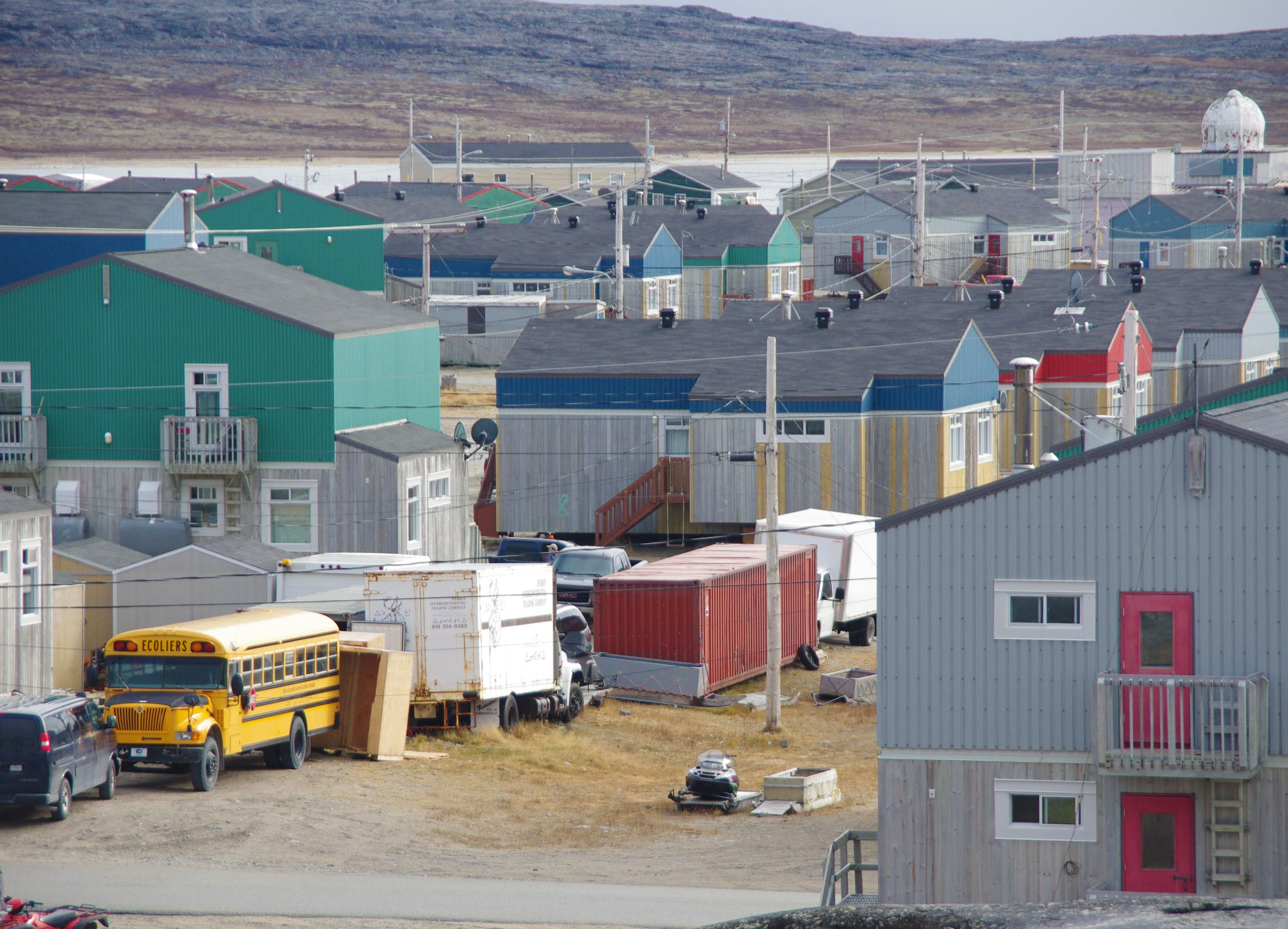
Inukjuak en 2014.

En 1961, motivé par le souhait de devenir pilote, il complète une formation à l'École Sir John Franklin à Yellowknife. Entre l'été 1967 et l'été 1968, il obtient un diplôme de pilote d'avion commercial du centre d'entraînement des Sky Harbour Air Services de Goderich (Ontario). Le Ministère des Affaires indiennes et du Nord souligne sa carrière alors qu'il devient le premier pilote professionnel inuit au Canada. Il travaille comme pilote dans l'Arctique pendant douze ans. En 1971, Jean Chrétien, ministre des Affaires indiennes et du Nord, le nomme dans le directoire de la Panarctic Oils, Ltd. Par la suite, il occupe un poste d'agent socio-économique à Inukjuak. 
Markoosie Patsauq écrit de la fiction de 1968 à 1973. En 1971, il rédige un texte au sujet de son expérience comme aviateur et, en 1991, un autre sur le déplacement de sa famille à Resolute Bay.
En 1996, il témoigne aux audiences de la Commission royale sur les peuples autochtones, qui présente en 2010 des excuses officielles et compense financièrement les sept familles déplacées à Resolute Bay,.

## Chasseur au harpon
Markoosie est connu pour ᐊᖑᓇᓱᑦᑎᐅᑉ ᓇᐅᒃᑯᑎᖓ, Uumajursiutik unaatuinnamut, (Le Harpon du chasseur ou Chasseur au harpon), le premier roman inuit du Québec publié au Canada,. L'histoire raconte la traque d'un ours blanc qui a attaqué un campement. Parmi les chasseurs, Kamik, jeune inuit, espère démontrer autant d'agilité que son père. La rudesse de l'Arctique le confronte à la réalité.

### Traductions
La version originale en inuktitut paraît en trois parties dans Inuktitut Magazine entre 1969 et 1970. C'est un des premiers romans inuits au Québec à avoir été traduit en plus d'une langue. Il est d'abord traduit en anglais par Markoosie Patsauq en 1970 sous le titre Harpoon of the Hunter avec les illustrations de Germaine Arnaktauyok, puis en français par Claire Martin en 1971 sous le titre Le Harpon du chasseur aux éditions Le Cercle du Livre de France, et une nouvelle fois en 2011 par Catherine Ego sous le même titre aux éditions Les Presses de l'Université du Québec avec l'Institut culturel Avataq. Aucune des versions n'a encore été traduite, sauf la version anglaise par l'auteur lui-même, directement à partir du texte en inuktitut. En 2020, Valerie Henitiuk et Marc-Antoine Mahieu retraduisent le texte de l'inuktitut vers l'anglais, à la suite de discussions avec Markoosie Patsauq au sujet du texte en inuktitut. En 2021, les maisons d'édition Dépaysage en France et Boréal au Québec publient une nouvelle version traduite de l'inuktitut vers le français, réalisée également par les cotraducteurs Henitiuk et Mahieu.  Cette nouvelle traduction soulève un débat entre Catherine Ego et ces cotraducteurs à propos du fait que la nouvelle traduction française, réalisée à partir du texte en inuktitut, est présentée par les médias comme étant plus juste que la précédente, réalisée à partir de la version autotraduite en anglais par l'auteur,. En 2021, l'éditeur français de cette traduction décide de s'écarter du sens original donné par l'auteur à son œuvre et publie le roman sous le titre Kamik. En 2020, le livre est traduit en au moins 12 langues, dont l'estonien, le hindi et le marathi,.

## Écrits
- 1968 : Uumajursiutik unaatuinnamut (traduit sous les titres Chasseur au harpon et Kamik)
- 1970 : Harpoon of the hunter, traduction-adaptation anglaise d'Uumajursiutik unaatuinnamut (traduit sous le titre Le harpon du chasseur en 1971 par Claire Martin et en 2011 par Catherine Ego)
- 1971 : Strange Happenings
- 1972-1973 : Wings of Mercy
- 2018 : Exile in childhood: one man’s memoir (récit en quatre parties dans le journal Nunatsiaq News)[13],[14],[15],[16].